# Les Frénétiques
Pour plus de détails, voir Fiche technique et Distribution.
Les Frénétiques (titre original : The Last Horror Film, connu aussi sous le nom de Fanatic, mais aussi Fanatical Extreme lors de sa sortie en vidéo aux États-Unis) est un film d'horreur anglo-américain réalisé par David Winters, sorti en 1982.

## Synopsis
Vinny Durand est un chauffeur de taxi new-yorkais qui voue une admiration sans borne à Jana Bates, une actrice connue comme étant la reine des films d'horreur. Justement, Vinny a le projet de se reconvertir en réalisateur de cinéma et rêverait d'avoir Bates comme star de son premier film. Sachant qu'elle sera à Cannes pour le Festival, il s'y rend pour essayer de la rencontrer et de la convaincre. Malheureusement pour lui, son manque de professionnalisme et d'expérience ainsi que son zèle le grille rapidement auprès de la star. C'est alors que des disparitions inquiétantes se produisent dans l'entourage de Bates.

## Fiche technique
- Titre : Les Frénétiques
- Titre original : The Last Horror Film
- Réalisation : David Winters
- Scénario : Judd Hamilton, Tom Klassen, David Winters
- Production : Judd Hamilton, David Winters, Sean Casey, Luke Walter
- Distribution : Troma Entertainment
- Musique : Jesse Frederick, Jeff Koz
- Photographie : Thomas F. Denove
- Montage : Chris Barnes, M. Edward Salier
- Direction artistique : Jeff Sharpe
- Chef-décorateur : Brian Savegar
- Costumes : Nancy Hardy
- Pays d'origine : Royaume-Uni/États-Unis
- Langue : anglais
- Genre : horreur
- Durée : 87 minutes
- Dates de sortie : 
  - Royaume-Uni : 1982
  - Espagne: 9 octobre 1982 Festival international du film de Catalogne
  - France : 22 novembre 1982 Festival international de Paris du film fantastique et de science-fiction
  - France : 7 mai 1983 Festival de Cannes
  - États-Unis :23 mai 1984
  - France :17 juillet 1985

## Distribution
- Caroline Munro : Jana Bates
- Joe Spinell : Vinny Durand
- Judd Hamilton : Alan Cunningham
- Devin Goldenberg : Marty Bernstein
- David Winters : Stanley Kline
- Susanne Benton : Susan Archer (créditée en tant que Stanley Susanne Benson)
- Filomena Spagnuolo : Vinny's Mother (créditée en tant que Mary Spinell)
- Robert Paget : membre du jury

## Tournage
Le tournage s'étant déroulé à Cannes pendant le festival de 1982, plusieurs personnalités apparaissent dans le film, jouant leur propre rôle et sans être créditées, notamment :
- Isabelle Adjani
- Karen Black
- Cathy Lee Crosby
- Kris Kristofferson
- Marcello Mastroianni

## Distinctions
- Saturn Award 1983
  - Nomination au Saturn Award du meilleur film international
  - Nomination au Saturn Award de la meilleure actrice dans un second rôle (Filomena Spagnuolo)
- Festival international du film de Catalogne 1982
  - Clavell de Plata de la meilleure photographie